# Janusz Christa
Janusz Wincenty Christa, né le 19 juillet 1934 à Vilnius, mort le 15 novembre 2008  à Sopot, est un auteur de bandes dessinées polonais, illustrateur et scénariste, économiste de profession. Il est l'auteur de l'une des séries de bandes dessinées polonaises les plus populaires Kajko et Kokosz. 

## Biographie
Janusz Christa a fait ses débuts en 1957. On ne sait pas si ses premières planches étaient les histoires d'une page sur deux garçons, Kuku Ryku, publiées dans le magazine Przygoda, ou la bande dessinée pleine page sans ballons Opowieść o Armstrongu, imprimée dans le magazine Jazz. À partir de 1958, il collabore avec « Wieczór Wybrzeża » qui publie les aventures de Kajtek-Majtek, puis de Kajtek et Koko (avec la plus longue épopée de la BD polonaise Dans le cosmos), et les trois premières histoires sur Kajko et Kokosz (Złoty puchar, Szranki i konkury, Woje Mirmiła). 
Son œuvre la plus populaire, Kajko et Kokosz, a été créée en 1972 et est devenue célèbre dans toute la Pologne lorsqu'elle est parue en épisodes d'une page dans Świat Młodych (en fait, c'était la quatrième histoire des deux héros). Gucek et Roch sont deux nouveaux personnages créés en 1978. Janusz Christa était également l'auteur du scénario, bien qu'il l'ait signé Adam Kołodziejczyk. 
Au début des années 1990 il a cessé de travailler à cause de la santé. Au début du XXIe siècle, Egmont Polska a commencé à rééditer en albums ses bandes dessinées classiques. À partir de novembre 2005 sont publiées des éditions en langues régionales : en silésien Szkoła latania (Szkoła furganio), en cachoube Na wczasach (Na latowisku), puis en 2006 en dialecte montagnard des Tatras (pl) Wielkie turniej (Ogromniasto gońba).
Trois tentatives ont été faites pour adapter au cinéma les bandes dessinées de Janusz Christa. Au tournant des années 1980 et 1990, la filiale polonaise de l'éditeur américain de bande dessinée Hanna-Barbera, en collaboration avec le Studio de dessins animés de Bielsko-Biała, a fait une première tentative d'adaptation cinématographique des aventures de Kajko et Kokosz, qui s'est terminée au stade des tests et des animations d'introduction, fidèles à l'original en BD. En 2001, un nouveau projet sur l'adaptation de Kajko et Kokosz, a échoué pour cause de difficultés de financement. Le 23 juin 2006, première du film de 16 minutes Kajko et Kokosz réalisé par Daniel Zduńczyk et Marcin Męczkowski, produit dans le studio Virtual Magic, réalisé à l'aide d'animation par ordinateur, inspiré de l'album Zamach na Milusia. Cette histoire présentée du point de vue d'une fourmi, est très fidèle à l'original en BD, à ses personnages principaux et à son humour. Le film était censé être une introduction à un projet beaucoup plus vaste, mais ce n'a pas été possible avant la disparition du créateur. 
Le 31 mai 2007, il a reçu la médaille d'argent du mérite à Culture Gloria Artis par le ministre de la Culture et du Patrimoine national Kazimierz Michał Ujazdowski. En 2008, le 50e anniversaire de la naissance de Kajtek et Koko a été célébré au Festival international de la bande dessinée à Łódź. 
Depuis 1945, il vivait à Sopot où Il est mort le 15 novembre 2008 et a été enterré. 
La municipalité de Sopot envisage la construction d'un parc d'attraction sur le thème du château-fort de Kajko et Kokosz afin qu'ils soient l'un des symboles de la station balnéaire. 

## Œuvres

### Bandes dessinées de la sérieKajtek et Koko
Publications originales dans la presse
- Latający Holender – 1958
- Profesor Kosmosik i Marsjanie – 1958-1959
- Czarny rycerz – 1959-1960
- Utracony skarb – 1960
- Franek! Kajtek! – Tygodnik Morski 1960
- Na morze – 1961
- Poszukiwany Zyg-Zak – 1961
- Wybory do rad narodowych – 1961
- Dni Gdańska – 1961
- Kajtek, Koko i piraci – 1961-1962
- Opowiadanie Koka – 1962-1963
- W krainie baśni – 1963-1964
- Na tropach pitekantropa – 1964-1965
- Kajtek i Koko na wakacjach – 1965
- Opowieść Koka – 1965-1966
- Śladem białego wilka – 1966-1967
- Jubileusz 10-lecia Wieczoru Wybrzeża 1967
- Zwariowana wyspa – 1967
- Londyński kryminał – 1967-1968
- Kajtek i Koko w kosmosie – 1968-1972
- Opowieści Koka – 1993

Publications en album
- Kajtek i Koko w kosmosie – Wydawnictwo Artystyczno-Graficzne 1974
- Śladem białego wilka – KAW 1989
- Duch bunkra – KAW 1989
- Chybiony strzał – KAW 1990
- Zwariowana wyspa (2 tomy) – Zespół 1990
- Londyński kryminał (2 tomy) – Zespół 1990
- Pojedynek z Abrą – Adarex 1991
- Zabłąkana rakieta – Adarex 1991
- Twierdza tyrana – Adarex 1991
- Kosmiczni piraci – Wojtek-press 1992
- Kajtek i Koko w kosmosie – Egmont Polska 2001
- Kajtek i Koko na tropach pitekantropa – Egmont Polska 2001
- Kajtek, Koko i inni – Egmont Polska 2004
- Kajtek i Koko w Londynie – Egmont Polska 2005
- Kajtek i Koko – Profesor Kosmosik – Egmont Polska 2006
- Kajtek i Koko – Śladem białego wilka – Egmont Polska 2007
- Kajtek i Koko – Poszukiwany Zyg-Zak – Egmont Polska 2009

### Les albums de la sérieKajko et Kokosz
- Złoty puchar (1985 ; 2 parties ; dans la version de Wieczór Wybrzeża sous le titre Złote prosię)
- Szranki i konkury (1985 ; 2 parties)
- Woje Mirmiła (1988 ; suite de Rozprawie z Dajmiechem)
- Rozprawa z Dajmiechem (1987 ; suite de Wojów Mirmiła)
- Pasowanie (1993 ; dans le magazine Super Boom n° 4/93 dans le recueil Urodziny Milusia Egmont Polska 2004)
- Szkoła latania (1975 ; initialement dans Świat Młodych; en silésien Szkoła furganio)
- Wielki turniej (1975 ; en dialecte des Tatras Ogromniasto gońba)
- Na wczasach (1983 ; en cachoube Na latowiskù)
- Zamach na Milusia (1977 ; 1989 – édition corrigée)
- Profesor Stokrotek (1988 ; dans les albums Wygnaniec et Urodziny Milusia Egmont Polska 2004)
- Urodziny Milusia (1986 ; dans les albums Fortuna Amelii et Urodziny Milusia Egmont Polska 2004)
- Łaźnia (1986 ; dans les albums  Fortuna Amelii et Urodziny Milusia Egmont Polska 2004)
- Koncert Kaprala (1987 ; dans les albums  Bambi et Urodziny Milusia Egmont Polska 2004)
- Skarby Mirmiła (1980)
- Cudowny lek (1984)
- Festiwal czarownic (1988)
- Dzień Śmiechały (1984)
- Srebrny denar (dans l'album Urodziny Milusia Egmont Polska 2004)
- W krainie borostworów (1987 ; en bonus avec le jeu vidéo Kajko i Kokosz)
- Mirmił w opałach (1990)

album publié en français
- Kaïko et Kokoche en vacances, Egmont Polska, 2018  (ISBN 978-83-281-3500-0)

### Les albums du cycleGucek et Roch
- Tajemniczy rejs (1re édition – 1986, 2e – 1988)
- Kurs na Półwysep Jork (1re édition – 1986, 2e – 1988)
- Gucek i Roch (Egmont Polska 2014)

### Autres œuvres

#### Dans le magazine "Jazz"
- Rock and Roll, "Jazz" 2/57
- Opowieść o Armstrongu, "Jazz" 3 / 57-9 / 57, 8 épisodes
- Kuku-Ryku, "Przygoda" 5 / 57-26 / 58, 11 épisodes A3 (texte: A. et M. Kulmryk dans 2 des 11 épisodes)

#### Dans le magazine de bande dessinée "Relax"
- Bajki dla dorosłych (Contes pour adultes), "Relax" 4 / 76-8 / 76, 4 épisodes [3]
- Kajko et Kokosz, "Relax" 76-77 premiers épisodes du cycle

#### Dans les journaux "Wieczór Wybrzeża" et "Głos Wybrzeża"
- Kichaś, Wieczór Wybrzeża (pl), 16.3.1957 (bande dessinée sans texte)
- Jack O'Key, Wieczór Wybrzeża, 13.6.58 -26.07.58, 4 épisodes
- Wesołych Świąt, (Joyeux Noël), Wieczór Wybrzeża, 24/12/60, 1 épisode A3
- Detective Trop, Wieczór Wybrzeża, 24/12/60 -1/04/61, 6 épisodes en différents formats (A5)
- Skarby starego zamczyska (Les Trésors du vieux château, Głos Wybrzeża (pl), 08.02.58-22.03.58 (bande dessinée réaliste, texte : Tadeusz Rafałowski) 6 épisodes

#### Dans l'hebdomadaire "Nowa Wieś"
- Korak fils de Tarzan, "Nowa Wieś" 22 / 58-35 / 58 (bande dessinée réaliste sans ballons, scénariste inconnu) 14 épisodes

### Illustrations de livres
- Józef Borysewicz, Przygoda w Gibraltarze (Aventure à Gibraltar), Wydawnictwo Morskie, 1959 (illustrations réalistes)
- Tadeusz Szczygielski, Żeglarskie dzieje, Wydawnictwo Morskie 1959 (illustrations réalistes)
- Eugenia Kobylińska-Masiejewska, Jak l b odkryła Nowy Ląd, Wydawnictwo Morskie 1960 (illustrations réalistes)

## Prix et distinctions
- Médaille d'argent pour le mérite de la culture - Gloria Artis (2007) [4]
- Lauréat du prix du maire de Gdańsk dans le domaine de la culture (2007) [5]
- Prix "Zasłużony dla komiksu polskiego" (2019, à titre posthume) [6]